# はしっこアンサンブル
『はしっこアンサンブル』は木尾士目による日本の漫画作品。『月刊アフタヌーン』（講談社）にて、2018年4月号（2018年2月24日発売）から2022年3月号まで連載された。工業高校の合唱部を舞台に、青春ストーリーを描く作品。
木尾自身の声も低く、声を出したり、下手な歌を他者に聴かれるのも恥ずかしいと感じているが、合唱という形態はコンプレックスを仲間と乗り越えるのに適しているとしている。舞台を工業高校にしたのは男声合唱をやりたかったというのもあるが、声を出す、和声といった行為を理系的なアプローチから理屈付けできるという点を考慮してのことであるまた、工業高校ということで、マイクを自作する、ちぎれたコードをはんだ付けするといった小ネタも活かされている。
合唱特有の「大声で歌う」描写に、コマいっぱいに大きな文字で歌詞を並べるという演出をとっている。

## あらすじ
藤吉晃は声変わりしてから、自分の低音の声へのコンプレックスから大きな声を出せなくなっていた。都立端本工業高校（端工）に入学した藤吉は、合唱部を作ろうという新入生木村仁と出会う。校内のあちこちで歌う木村であったが他の生徒からは相手にされない。藤吉は木村から合唱をやろうと誘われる。

## 主な登場人物
藤吉 晃（ふじよし あきら）
機械科1年。バス担当。合唱同好会副会長（後に副部長）。
中学2年の冬に声変わりした後の低い声にコンプレックスを抱いている。そのため、引っ込み思案な性格となっている。父親が亡くなっており、介護士をしている母親との母子家庭であることも含めて声を使わない仕事に就けることを期待して工業高校に進学した。
作中の仁の分析によると、基音のピークが65Hzと一般的な男性の声（90Hzから130Hz）を大きく下回る。黒瀧曰く、傍で歌われると芯まで響いて来るとのこと。
幼い頃から多数の本を読んでいたこともあり、歌詞の解釈、感情移入の度合いが高い。仁から認められた自身の才能をどこまで活かせるかと考え、音楽大学受験を決める。
木村 仁（きむら じん）
電子科1年生。ソプラノ担当。合唱同好会会長（後に部長）。前述の通り、ソプラノが担当できるほどの高音域を持つ。逆に低音域は発声できない。音楽も身体が資本ということは変わらないが、自分なりに検証と実践を繰り返した結果、かなり鍛えられた肉体を持つ。合唱が大好きだが、母からはずっと否定されてきたため、自身に価値を見出していない。市民合唱団にいた時の習慣で仲間は名前で呼ぶ。
工業高校に合唱部を作ろうと周囲が引くくらいに奔走している。藤吉の独特の声を賞賛する。何事も理詰めで考えすぎる点があり、演奏が譜面に正確すぎたり、曲や詩に込められた部分を心情的な意味で理解できないという欠点がある。終盤では理論的な思考を重んじるがゆえに、音大への進学希望を決めた晃に対する嫉妬という「自身の気持ち」にも気付かなかったが梢の指摘によって気づき、ホワイトデーコンサートにて晃との合唱で気持ちの整理を付け自身も音大を目指すことを宣言する。なお、学業成績は理系が抜きん出ているが文系が壊滅的。
折原 昂聖（おりはら こうせい）
建築科1年。バリトン担当。合唱同好会会員（後に部員）。
髪を金髪にし、常にイヤホンをしている。聞いているのは『マタイ受難曲』『ミサ曲 ロ短調』『貧しき者は食し』といったクラシックや宗教曲。これは、公立の図書館などから無料でCDを借りられるからという理由もあるが、後述の弟の死去から止まなかった耳鳴りが、男声合唱曲を聴いたときにやわらいだため。
施設育ち。親の育児放棄によって目の前で弟を亡くした際に限界を超えて叫んだことで耳鳴りが残っていて軽度の難聴。ロクデナシの親を嫌いつつも、長じて自分も同じような有様になっていたことから、結婚や子供など家族を持つことに否定的だった。将来は金をためて土地を買い、自分で建てた家に友人を呼ぶことを考えている。
八田 伸二（はちだ しんじ）
建築科1年。テノール担当。合唱同好会会員（後に部員）。
山城オタクで、山城の現地見学や構造を解析し城その物の復元までを目指す山城研究同好会を設立しようとしていたため、合唱部設立を目指す木村とは当初対立するが、部室探しなどで仁、晃と親しくなり合唱部と兼部することになる。
倉田 栞音（くらた しおん）
建築科1年女子。伴奏のピアノを担当。合唱同好会会員（後に部員）。
体力もなければ勉強ができる訳でもなく、かと言って建築科の作業も上手くないという「残念美人」のあだ名がつくほどに不器用。母親の意向で物心ついたころからピアノをやっていたが、基本的に不器用なためか伸び悩み、腱鞘炎となった際に母親の冗談交じりの「ピアノ以外に取り得が無い」という言葉に心折れてしまった。不器用ゆえに「力み過ぎる」という欠点があったが、美々先生の胸を掴んだ際に力加減に開眼する。
ピアノ漬けの生活からか情緒面は子供並み。合唱部の伴奏担当となる。伴奏は最低限曲として成立していれば良いので気楽に楽しんでいるが、演目に無伴奏曲を選ばれると「出番がない」とへそを曲げる。1年の3学期には先輩の川村から特訓を受けるが各種技能を修得して見せたものの「ピアノを忘れる」というオチだった。
北野 美々（きたの みみ）
女性教諭。合唱同好会顧問。バレー部の副顧問も掛け持ちしている。演奏時の指揮を張り切っていたが、上手くやっているとは言えずMコン以降は梢に指揮者役を取られた。
巨乳であり、在校生（主に男子）からは「ミミ神様」と敬われている。高校時代に胸が育ったことで行動できなくなった自分を励ましてくれた先生に憧れて教師になったが、新任と言うこともあって空回りすることが多い。
長谷川 梢（はせがわ こずえ）
建築科1年女子。栞音や花観とは同クラス。指揮担当。太めのオタク女子で、筋肉フェチ。
合唱に興味はなかったが、栞音が心配で花観とともに同好会の部室に入り浸っているうちに指揮に興味をいだく。山城研究同好会と兼部。実家は整骨院兼柔道場で、段位こそ取っていないが、そこそこの実力者。
音感に対するセンスも高く、Mコン後に指揮者となる。
加藤 花観（かとう かのん）
建築科1年女子。栞音や梢とは同じクラス。女子が少ないことから同じクラスの梢や栞音ともコミュニケーションを取ろうとしている。
合唱に興味はないが、栞音が心配で梢とともに同好会の部室に入り浸る。山城研究同好会と兼部。
ツヤマーズ
2年生でつるんでいる4人組。美々先生を信奉している。合唱同好会とアカペラ勝負をして負けるが、学内の女子に一時モテる。学園祭では選曲ミス、練習不足と晃の精神的な不調により敗退。女子たちには振られてしまうも、学祭後は合唱同好会に入り、部に昇格させた。
津山洋（つやま よう）
建築科2年。担当はバリトン。
美々先生を信奉し、ダンゴムシをこよなく愛する男。昂聖とはすぐにケンカ腰の睨みあいになる。
小川歩美（おがわ あゆみ）
建築科2年。通称オーガ。担当はバス。
名前に反して強面だが、中学まではやせっぽちだった。津山に励まされて建築科の作業に勤しみ顔に負けないガタイを得た。昂聖の暮らす施設で行われたクリスマス会ではナマハゲに扮するが、べそかいた子供を慰めようと面を外したら尚更怖がられた。
昨年、端工内で行われたアームレスリング大会準優勝者。
長井邦安（ながい くにやす）
機械科2年。担当はセカンドテナー。
室谷清志（むろや きよし）
電子科2年。担当はトップテナー。
メンバーの中ではギャグ担当。企業研修の際には端工ローカルルールで皆が頭を刈る中、スキンヘッドにしていた。仁ほどではないが裏声で女声も出せる。

小泉 日鞠（こいずみ ひまり）
電子科1年で木村とは同クラス。藤吉の幼なじみでもある。父子家庭だが、父親（妻とは離婚）が放任してしまったこともあって中学時から不登校気味。晃は仁から指摘されて同じ端工生徒と気づいた。引き籠ったのは晃の声が声変わりで変わり過ぎたのもあった。コミュニケーションに難があるうえ、手癖が悪く手近なものを持ち帰ってしまう。ハンダ付けが上手く、指を怪我した仁に教わりながら昂聖のノイズキャンセリングイヤホンを修理し、学園祭では電子科チームの一員として参加した。
黒瀧舞（くろたき まい）
1年3組（機械科）。女子としては長身な上、ハスキーボイスで晃同様に悩んでいた。合唱で力を発揮し始めた晃に好意を寄せていて、学園祭のアカペラ大会では友人たちと組んだチーム・ノイマジョとして参加し、男声パートだけではなく女声パートも歌った。学園祭後に合唱部に入る。
河村由綺奈（かわむら ゆきな）
建築科3年。女子ながら技術・体力双方で端工トップに立つ女傑。学園祭時点で在校中に取得できる資格は全て取得しており、卒業後の就職先も決まっている。こっそりと合唱の練習をしている昂聖を見かけて興味を抱き、告白を通り越して逆プロポーズする。昂聖のトラウマも承知しており、それを受け入れて幸せな家庭を築こうともちかける。卒業前には栞音に技能関係の特訓を施した。
昨年、端工内で行われたアームレスリング大会優勝者。
佐藤（さとう）
機械科3年。学園祭のアカペラ大会では「バッソマスターズ」を指揮するリーダーとして登場。トーナメント決勝前に合唱部の前で素顔を見せる。元々合唱は好きだったが、これまで行動は起こさなかった。合唱部の活動に触発されてパッソマスターズの指揮をしたが、卒業後は働きながら社会人の合唱団に入ろうと考えている。

### その他の登場人物
高野菜穂（たかの なほ）
端工の音楽担当教師。授業は週に一回。基本的に上手い生徒は少ないためか、やる気に欠ける面がある。学園祭でのアカペラ大会ではマッシーとは別に合唱部の演奏を解説していたほか、専門はバイオリンとのことでピアノは余技だったが教師チームの伴奏時には特訓してきた。
真篠柊介（ましの しゅうすけ）
栞音のイトコで、ピアニスト志望の大学生。栞音が手首を痛めた際に代理として伴奏を行った。それまでは合唱部の発起人であり、技術的に先んじていた木村に初めて「技術だけだ」とダメ出しをした。
栞音からはシュウちゃんと呼ばれていたが、昂聖の亡弟の愛称と被ったため、以降はマッシーと呼ばれる。学園祭でのアカペラ大会では高野とは別に合唱部の演奏を解説していた。
木村 礼香（きむら れいか）
木村仁の母親で、有名なソプラノ歌手。かなりの近視でメガネ等がないと個々人の識別も怪しくなる。年齢は31歳と、16歳前後で仁を産んだが、夫とは別居中。
歌手としても実力のある人だが、徹底的なソロ志向で監督やオーケストラと衝突を繰り返して降板することも多く、付いた綽名が「無礼な礼香」から「ブレイカー」。
学園祭のアカペラ大会トーナメント決勝では、バッソマスターズのパート別配置の変更、準備運動を指示して合唱の質を向上させるが、これも単に「自分がそうしたかっただけ」である。
才能や表現の発露を第一としていて、才能のある者には真っ先に声をかける。晃にも声を掛けたが「自分の息子には恥ずかしくて言えない」など、中々に難儀な性格で、そのために息子の仁は自己評価が低いと完全にすれ違っている。
庄司夢風船（しょうじ ユメルン）
仁の合唱団時代の友人。合唱団の発表会で当日ドタキャンした木村礼香の代役としてソリストをつとめた。
以前は貞子の様な髪型だったが、礼香の弟子になってからイメチェンした。だが、元々の性格からか好きだった仁に「結婚を前提に」と交際を申し込んで撃沈した。
仁に言わせると母と同じく常に自分だけを押し出すソリストで、合唱という点から見れば外れていると評される。
吉永（よしなが）、田川（たがわ）
定年を迎えた男性中心の合唱団ザ・サンズの団員。なお、団名の由来は太陽ではなく「いつお迎えが来て“三途の川を渡ることになるか分からない”」から。
吉永は別荘の持ち主。山城好きで八田と意気投合する。元は大企業の開発トップで定年後もコンサルタント業をしている。夏休み中に端工合唱部を別荘に招待した。
田川は中卒で、かつての職歴には色々あったらしい。

## 主な合唱曲
本作では多数の楽曲が歌われている。
奏
スキマスイッチの楽曲。藤吉が中学のときに合唱コンクールで歌った曲。コンクールは好成績だったものの、藤吉本人は自分の声の低音へのコンプレックスから口パクだったため、複雑な思いがある。
木村は合唱部設立のため校内のあちこちでいろんな曲を歌っていたが、この曲を歌ったことが藤吉が関心を寄せるきっかけにもなった。
3月のホワイトデーでも藤吉と木村の2人で歌った。
見上げてごらん夜の星を
合唱同好会がMHK合唱コンクール東京都予選にフリー参加する際の選択曲。男性二部合唱にしている。
真篠から「歌唱に感情が乗ってない」ことを指摘された木村は、Mコン当日に藤吉に歌詞の解釈をたずねる。藤吉はこの歌を折原が「祈りみたいな歌」と言ったことから、折原と亡弟の歌、更には「見上げてごらん」と呼びかけることから天から地上の人間に向かっての語り掛けと解釈し、これが同好会4人の共通認識となって良結果をもたらした。
チェリー
スピッツの楽曲。歌勝負の際にツヤマーズが歌った曲。ア・カペラアレンジで、津山がメインボーカル。藤吉が助っ人に加わっている。
空も飛べるはず
スピッツの楽曲。ツヤマーズとの歌勝負の際に合唱同好会が歌った曲。男性二部合唱にしている。
愛・おぼえていますか
アニメ映画『超時空要塞マクロス 愛・おぼえていますか』の主題歌。男性四部合唱にしている。文化祭アカペラ・合唱トーナメント2回戦で合唱同好会が歌った曲。選曲は長谷川。
トーナメント1回戦が行われている途中に河村と折原の仲を妬いた倉田が、折原に告白し、折原が即座に断ったことで、倉田および倉田に思いを寄せる藤吉が精神的ダメージを負う（トーナメントでのツヤマーズ敗退の原因の1つにもなった）。藤吉は黒瀧からの言葉と折原の思いと歌詞を重ねて復調。合唱に引っ張られるように倉田も復調した。

## 書籍情報
- 木尾士目 『はしっこアンサンブル』 講談社〈アフタヌーンKC〉、全8巻
  1. 2018年8月23日発売[6]、ISBN 978-4-06-512432-1
  2. 2019年2月22日発売[7]、ISBN 978-4-06-514747-4
  3. 2019年9月20日発売[8]、ISBN 978-4-06-516972-8
  4. 2020年3月23日発売[9]、ISBN 978-4-06-518877-4
  5. 2020年9月23日発売[10]、ISBN 978-4-06-520733-8
  6. 2021年3月23日発売[11]、ISBN 978-4-06-522498-4
  7. 2021年9月22日発売[12]、ISBN 978-4-06-524815-7
  8. 2022年3月23日発売[13]、ISBN 978-4-06-527298-5